# Benelli Adiva
Il Benelli Adiva è uno scooter prodotto dal 2000 al 2006 dalla joint venture tra i costruttori italiani Benelli e Adiva SRL.
È stato commercializzato anche a marchio Renault come Renault Fulltime.

## Storia
La società Adiva nasce il 31 luglio 1996, con l'obiettivo di sviluppare una nuova generazione di veicoli più adatti alla mobilità cittadina, basata sui concetti e sulle innovazioni dell'imprenditore Nicola Pozio.
Una di queste fu il Modular Protection System ovvero il tetto in metallo pieghevole nel bauletto posteriore che, insieme al parabrezza e ai deflettori laterali, offre una protezione dalle intemperie per pilota e passeggero. Inoltre il grande parabrezza dispone anche di un tergicristallo.
Il primo concept scooter dell’Adiva è stato mostrato al pubblico nel settembre 1999 ed è stato ingegnerizzato dalla Ugolini Global Design ma il brevetto internazionale del tetto pieghevole è stato concesso solo nel 2004.
Il modello Adiva definitivo è stato lanciato al salone motociclistico di Milano nel 2000. La produzione viene avviata negli stabilimenti Benelli di Pesaro nel dicembre del 2000 e il veicolo era marchiato Benelli e venduto dalla rete di vendita della casa.
Sebbene simile nell'aspetto al BMW C1, il tetto dell'Adiva ha il solo scopo di protezione dagli agenti atmosferici e può essere ripiegato in 10 secondi e riposto nel vano portaoggetti posteriore (80 litri).
La gamma motori era composta dai propulsori Piaggio Leader nelle cilindrate 125 e 150 cm³ omologati Euro 1. 
La ciclistica è composta da una sospensione anteriore con forcella telescopica Ceriani con steli da 33 mm, sospensione posteriore a motore fulcrato e braccio ausiliario in lega legera con doppio ammortizzatore. L’impianto frenante è composto da disco anteriore da 220 mm, pinza a 2 pistoncini contrapposti, disco posteriore da 220 mm, pinza a 2 pistoncini contrapposti.
L'Adiva è stata venduta anche dalla casa automobilistica Renault con il nome di Renault Fulltime per mezzo di un accordo di badge engineering.
La produzione termina nel 2006 sostituito dall’Adiva AD250 venduto a marchio proprio senza il supporto della Benelli.